# Shipu (sockenhuvudort i Kina, Hubei Sheng, lat 32,05, long 112,07)
Shipu (kinesiska: 柿铺, 柿铺街道) är en sockenhuvudort i Kina. Den ligger i provinsen Hubei, i den centrala delen av landet, omkring 270 kilometer nordväst om provinshuvudstaden Wuhan. Antalet invånare är 28 413. Befolkningen består av 14 378 kvinnor och 14 035 män. Barn under 15 år utgör 16,0 %, vuxna 15-64 år 76 %, och äldre över 65 år 7,0 %.
Runt Shipu är det mycket tätbefolkat, med 2 614 invånare per kvadratkilometer. Närmaste större samhälle är Xiangyang, 6,7 km öster om Shipu. Runt Shipu är det i huvudsak tätbebyggt.
Genomsnittlig årsnederbörd är 862 millimeter. Den regnigaste månaden är augusti, med i genomsnitt 146 mm nederbörd, och den torraste är januari, med 8 mm nederbörd.